# 北大武山

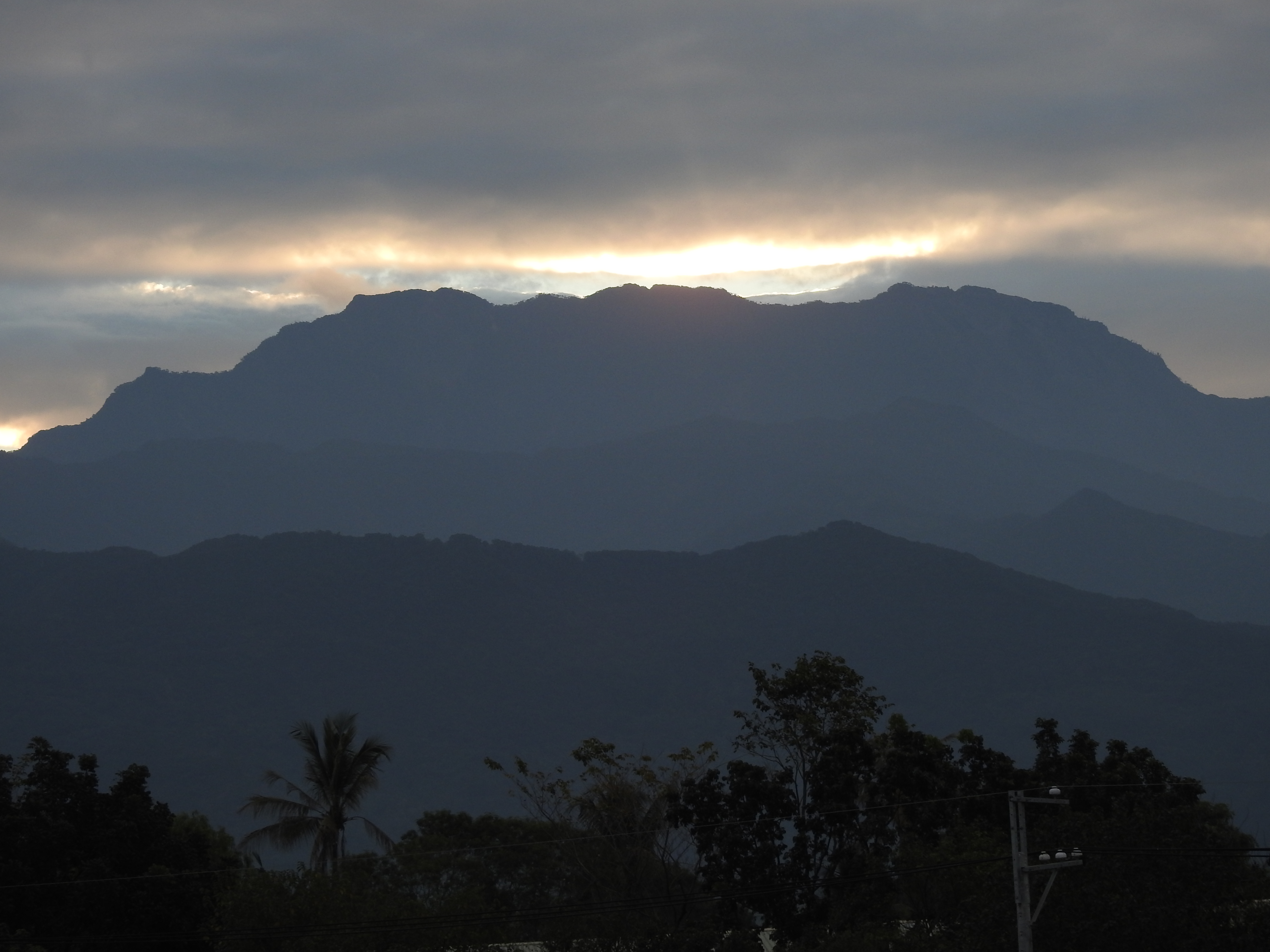
日出前的北大武山

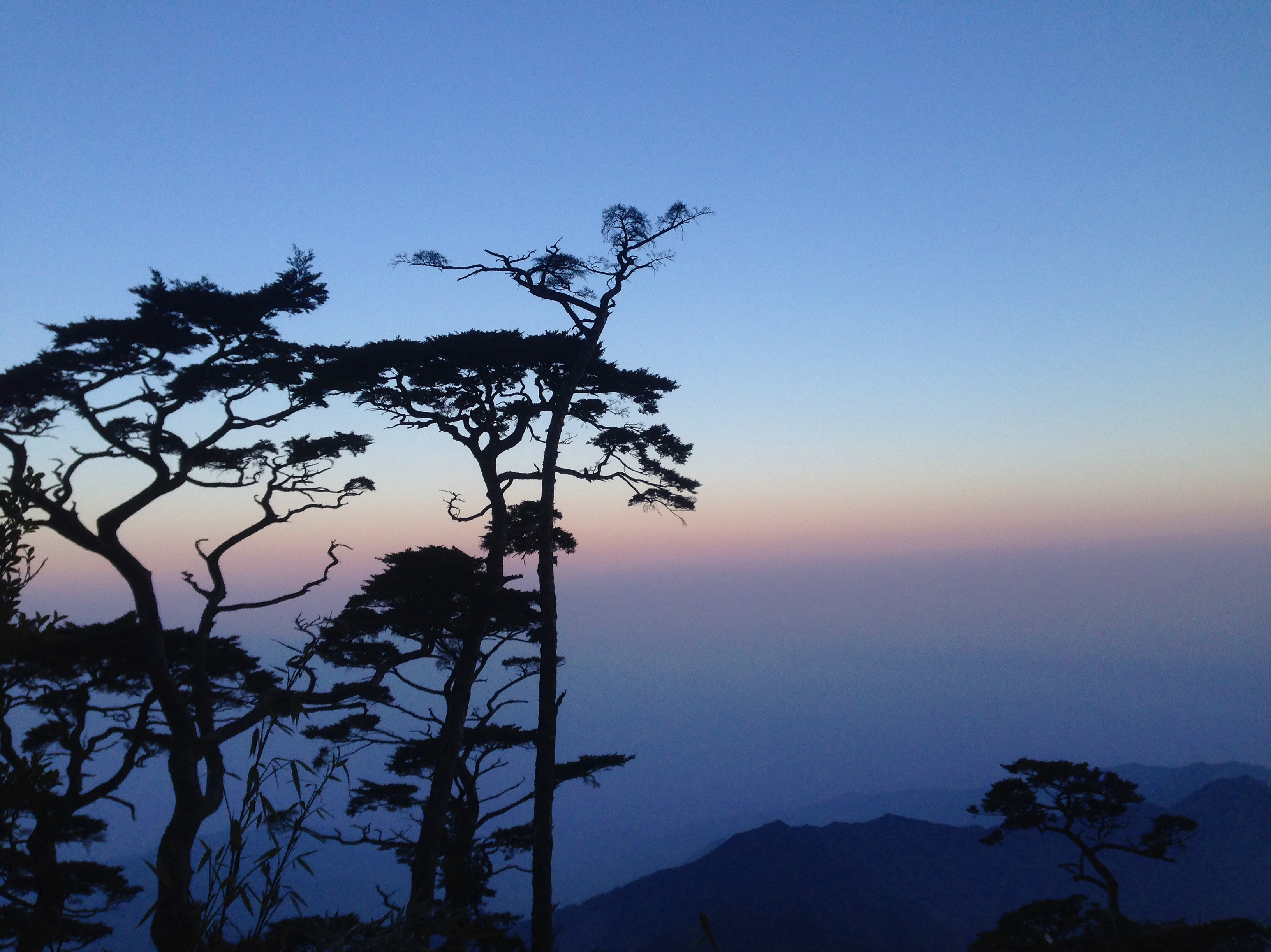
北大武山日出

大武山（排灣語：或），最高峰也稱北大武山，位於臺灣的屏東縣霧臺鄉好茶村、泰武鄉泰武村與臺東縣金峰鄉嘉蘭村交界，標高3,092公尺，是中央山脈南端最後一座海拔超過3,000公尺的高山、百岳位居最南與最西者，也是南台灣屏東縣境內唯一超過三千公尺的高山。最鄰近海拔超過三千公尺的山峰卑南主山在北方超過70餘公里外，其間的中央山脈主稜脊樑連續陷落數百公尺，所以大武山比周圍的山高出甚多，特別的巍峨高聳，故有「南台灣屏障」之稱，成為在大航海時代從南邊遠方航向台灣海域最先觀察到在台灣內陸深山的明顯地標。北大武山與玉山、雪山、南湖大山、秀姑巒山合稱五嶽，氣勢磅礡，雄霸一方。
大武山是排灣族、魯凱族及卑南族的聖山，自古就經常在排灣的傳統詩歌中出現，因而成為排灣族信仰、智慧與文化的象徵。荷蘭繪製的台灣古地圖，有繪出「皇冠山（荷蘭語：Kroone Bergh）」可能為大武山。清代以台語稱為傀儡山，早期「傀儡山」泛指鳳山以南深山所有的高山，並未特別指稱某一座高山，例如推定為1756－1759年調製的《乾隆台灣輿圖》即連續標示了多個「傀儡山」。另有同音漢字轉寫為「加禮山」（如1879年《台灣輿圖並說》、日治1897年《臺灣假製二十萬分一圖》、1899年《四十萬分一臺灣全圖》等），日治時期稱大武山（日语： Daibu-zan），為與南方的南大武山區分，也稱最高峰為北大武山。
1972年百岳俱樂部成立時，將大武山選列百岳排名第92，其數字及順序將來或有修正之必要，至其山名則不擬變更。在高度重測後百岳排名為90。部分登山界為與南大武山區分，亦稱最高峰為北大武山。

## 外形山勢
北大武山山形巍峨高聳，但山脊瘦峽，東西兩側峭壁絕立，猶如被切削的斷崖，由北向南望，狀如尖銳的錐形山體。
中央山脈在卑南主山以南，其間的主稜脊樑連續陷落數百公尺超過70餘公里，直到隘寮北溪南岸，又再度拔起海拔超過3000公尺成為獨立的大武地壘，呈主體長25公里寬10公里的矩形地壘狀地形，四周均為斷層崖所隔絕，崖高東側1400公尺、西側2600公尺、南側800公尺、北側1000公尺，地壘頂面高2800公尺，使大武山氣勢巍峨。西側的斷層崖切峰面高達2600公尺直降至屏東沖積平原，為高角度的逆斷層潮州斷層崖南北直線切斷，為匹亞南構造線地溝東側的露頭。
（pp. 209-214）

## 文化藝術
大武山的神聖與尊容成為歷代排灣詩人與藝術家歌頌與抒懷的題材，民歌之父胡德夫就曾編寫一首歌《大武山美麗的媽媽》來歌頌大武山。
龍應台首部長篇小說《大武山下》、客家人作家鍾理和的記敘文《登大武山記》等也是以大武山為題材的文學作品。

## 外部連結
- 自然步道 - 北大武山步道 - 山林悠遊網（页面存档备份，存于）